# Миалгия
Миалги́я (от myalgia; греч. mys, myos «мышца» и греч. algos «боль») — симптом, выраженный болью мышц (в определенных группах или диффузной). Может быть вызван разными причинами; возможна связь с нарушением проницаемости клеточной мембраны, воспалительными процессами. Часто сопровождается слабостью, отёками. В зависимости от этиологии, боль может носить разный характер, чаще всего — ноющий, давящий. Часто название используют как наименование некоторых видов миозита (паразитарных при трихинеллезе, цистицеркозе и токсоплазмозе).
К основным причинам миалгии относятся:
- неврогенные миопатии;
- чрезмерное физическое напряжение (особенно нетренированных мышц);
- травма, растяжение связок;
- сердечно-сосудистое заболевание;
- действие токсических (в том числе лекарственных) веществ;
- первичные воспалительные заболевания мышечной ткани (идиопатические воспалительные миопатии);
- инфекционные миозиты;
- врожденные нарушения обмена;
- эндокринные заболевания;
- электролитные нарушения[2][3].

Одним из первых в СССР клинику эпидемической миалгии, вызываемой вирусами Коксаки, описал К. В. Бунин.

## Лечение
Лечение миалгии при выясненной этиологии сводится к лечению основного заболевания, в качестве симптоматической терапии используются различные физиотерапевтические процедуры, анальгетики (например, электрофорез новокаина), реже стероидные гормоны.